# Larry Kissell
Lawrence Webb Kissell dit Larry Kissell est un homme politique américain né le 31 janvier 1951. Membre du Parti démocrate, il est élu pour la Caroline du Nord à la Chambre des représentants des États-Unis de 2009 à 2013.

## Biographie
Diplômé de l'université de Wake Forest en 1973, Kissell travaille dans le textile avant de devenir enseignant.
Kissell se présente une première fois à la Chambre des représentants des États-Unis lors des élections de 2006. Dans le 8e district de Caroline du Nord, une circonscription rurale qui s'étend de Charlotte à Kannapolis et Fayetteville, il est battu de 329 voix par le républicain sortant Robin Hayes (en). En 2008, il profite notamment de l'élection de Barack Obama pour ravir le siège à Hayes, élu depuis cinq mandats. Il devance le républicain de onze points.
Bien qu'il ait fait campagne en tant que progressiste, Kissell se rapproche du centre durant son mandat, votant par exemple contre la réforme de la santé du Président Obama. Dans un district historiquement républicain, le démocrate est considéré vulnérable à la veille des élections de 2010. Il est cependant réélu avec 53 % des voix devant le républicain Harold Johnson (43,7 %).
Avant les élections de 2012, les circonscriptions de Caroline du Nord sont redécoupées et le district de Kissell devient davantage favorable aux républicains. Kissell affronte l'ancien directeur de district de Robin Hayes, Richard Hudson, qui remporte l'élection avec 53,2 % des suffrages contre 45,4 % pour le démocrate sortant.